# Fan fiction

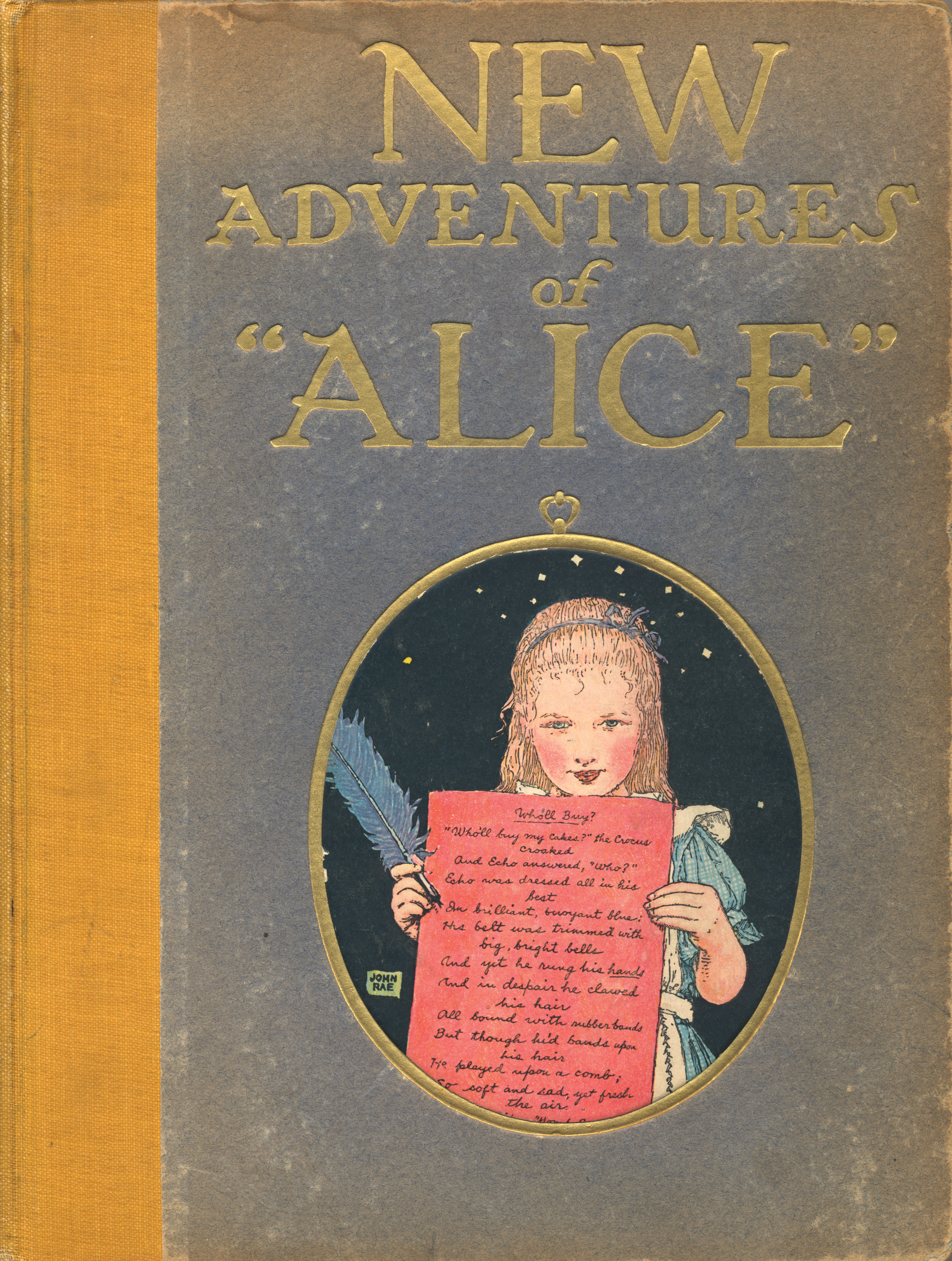
Nowe przygody Alicji, fan-fiction na podstawie Alicji w krainie czarów

Fan fiction (skrótowo: fanfic, fanfik) – dzieła literackie tworzone nieoficjalnie przez fanów danego utworu (filmu, książki, serialu itp.), wykorzystujące postacie i świat z tego utworu. Fan fiction może stanowić dopisanie dalszego ciągu do oryginalnego dzieła, opisywać alternatywny przebieg zdarzeń („co by było, gdyby...”), ukazywać zdarzenia z perspektywy innych postaci, bądź rozwijać wątki nieopisane szczegółowo w oryginale. Częstym motywem jest tzw. pairing, czyli łączenie bohaterów w pary romantyczne (także homoseksualne – jest to tzw. slash). Wiele jest też opowiadań o tematyce erotycznej.
Do fan fiction zalicza się również amatorskie opowiadania o znanych osobach ze świata rzeczywistego (tzw. real-person fiction), np. aktorach czy członkach zespołów muzycznych.
Utwory te publikowane są non-profit, ponieważ inaczej mogłyby zostać uznane za naruszenie praw autorskich, chyba że w danym kraju przepisy nie wymagają takiej postawy. Najczęściej ogłaszane są w internecie oraz w fanzinach – magazynach tworzonych amatorsko przez fanów danego utworu lub autora.
Autorzy utworów, na podstawie których tworzone są fanfiki, mają do tego rodzaju twórczości różny stosunek. Niektórzy, jak J.K. Rowling lub Terry Pratchett, wyrazili poparcie dla fanfików opartych na ich dziełach. Inni twórcy podchodzą do fan fiction niechętnie. Na przykład pisarka Anne Rice w 2007 roku poprosiła internetowy serwis Fanfiction.net o usunięcie wszystkich opowiadań opartych na jej twórczości. Orson Scott Card groził autorom fanfików konsekwencjami prawnymi, argumentując, że ryzykuje utratą praw do swojej twórczości, jeśli nie będzie ich rygorystycznie egzekwował. George R.R. Martin i Ursula K. Le Guin potępili fan fiction oparte na ich dziełach, twierdząc, że stanowią one rodzaj przywłaszczenia stworzonych przez nich postaci i światów.

## Historia
Subkultura pisarzy fan fiction pojawiła się w XX wieku wraz z rozwojem pierwszych fandomów (społeczności skupiających miłośników danego dzieła, cyklu, gatunku itp.).
Sam termin „fan fiction” wystąpił w języku angielskim już w latach 30. XX wieku, jednak jego znaczenie było nieco inne niż dziś. W najwcześniejszych znanym użyciach (w fanzinach „Science Fiction Collector” i „Le Zombie”) termin ten oznaczał amatorskie opowiadania science fiction, w przeciwieństwie do opowiadań „profesjonalnych”. Z kolei w wydanej w 1944 roku Fancyclopedii, słowniku żargonu fanów, termin ten zdefiniowano jako opowiadania o fanach i autorach fantastyki – choć definicja zaznacza, że „niekiedy pojawiają się w nich słynne postacie z opowiadań fantastyczno-naukowych”.
Kultura fan fiction w dzisiejszym znaczeniu ma swój początek w latach 60., kiedy to w fanzinach zaczęły pojawiać się opowiadania osadzone w światach popularnych seriali, takich jak Star Trek i Kryptonim U.N.C.L.E.. Upowszechnienie się Internetu spowodowało gwałtowny wzrost popularności fan fiction. W 1998 roku powstała strona internetowa Fanfiction.net, która do dziś stanowi jedno z najpopularniejszych miejsc do publikacji fanfików. Inną popularną stroną internetową tego rodzaju jest otwarta w 2009 roku Archive of Our Own.

## Typologia fan fiction
Henry Jenkins wyróżnił dziesięć sposobów przerabiania przez fanów oryginalnych dzieł: 
1. rekontekstualizacja (recontextualization) – polegająca na dopisywaniu scen dodatkowych, wypełniających luki w pierwotnej historii;
2. poszerzanie ram czasowych (expanding the series timeline) – polegające na dopisywaniu scen mających miejsce przed główną fabułą bądź po niej;
3. refokalizacja (refocalization) – polegająca na skupianiu się na postaciach drugoplanowych lub epizodycznych;
4. zrównanie moralne (moral realignment) – polegające na zmianie kanonicznych motywacji bohaterów;
5. zmiana gatunku (genre shifting) – polegająca na przeniesieniu nacisku z wydarzeń dzieła źródłowego na relacje między bohaterami;
6. połączenie (crossover) – polegające na wprowadzeniu bohaterów z jednego fikcyjnego uniwersum do drugiego;
7. przeniesienie (character dislocation) – polegające na nadaniu bohaterom nowej tożsamości;
8. personalizacja (personalization) – polegająca na usunięciu granicy między światem rzeczywistym a przedstawionym np. poprzez wprowadzenie do historii postaci autora;
9. intensyfikacja emocjonalna (emotional intensification) – polegająca na położeniu większego nacisku na emocje bohaterów w danej scenie kanonicznej oraz ich potęgowanie w twórczości fanowskiej;
10. erotyzacja (eroticization) – polegająca na wprowadzaniu scen erotycznych, które często stają się zwieńczeniem dzieła wtórnego[7].

Ze względu na stosunek do dzieła kanonicznego fan fiction dzieli się na:
- historie kanoniczne – które nie zmieniają pierwotnej fabuły;
- historie alternatywne – w których pojawiają się zmiany względem pierwotnej fabuły.

Ze względu na perspektywę czasową wyróżnia się:
- prequele – które skupiają się na życiu bohaterów przed głównym wątkiem;
- sequele – które przedstawiają losy bohaterów po zakończeniu głównego wątku;
- historie równoległe – w których akcja dzieje się jednocześnie z wydarzeniami kanonicznymi.

Ze względu na zawartość fabularną wyróżnia się:
- uzupełnienia;
- zmianę punktu widzenia – przedstawienie historii z innej perspektywy narracyjnej;
- alternatywne linie czasowe – przedstawienie innej wersji wydarzeń kanonicznych[8].

Ze względu na rodzaj romantycznego związku bohaterów wyróżnia się:
- slash – w którym przedstawiona jest relacja homoseksualna;
- het – w którym przedstawiona jest relacja heteroseksualna;
- general – w którym nie występuje żadna relacja[9].

Subkultura twórców fan fiction posługuje się własną, charakterystyczną terminologią. Np. AU („Alternate Universe”) to określenie fanfików, w których został zmieniony jakiś istotny szczegół oryginalnej fabuły; hurt/comfort to opowiadania, w których jeden z bohaterów opiekuje się drugim, zranionym fizycznie bądź psychicznie. Oprócz tego występują takie terminy, jak:
- crack – w których przedstawione są sytuacje komiczne i absurdalne;
- darkfic – w których utrzymywany jest mroczny klimat[8];
- fluff – które nie posiadają fabuły; ma wzbudzić w czytelniku radość za pomocą lekkich i pogodnych scen;
- angst – w których przeważają wątki drastyczne, w tym temat depresji czy różnego rodzaju zaburzeń[10].

## Aspekty prawne
Sytuacja prawna fan fiction wygląda inaczej w różnych państwach. W Stanach Zjednoczonych rozpowszechnianie fanfików, nawet bez korzyści finansowych, może doprowadzić do naruszenia prawa autorskiego, jak i handlowego. Stąd zazwyczaj właściciele praw wysyłają platformom udostępniającym utwory żądania usunięcia danych treści. Kiedy jednak prace fanowskie publikowane są w celach komercyjnych, dochodzi do pozwów sądowych. Przykładem jest sprawa J.D. Sallingera z 2009 roku, który pozwał Fredricka Coltinga, autora 60 Years Later: Coming Through the Rye, nieautoryzowanej kontynuacji Buszującego w zbożu. Pomimo argumentowania, że książka jest parodią, legalną w świetle amerykańskiego prawa, sąd wydał zakaz jej publikacji, sprzedaży oraz dystrybucji. Aby uniknąć problemów prawnych, autorzy decydują się do wprowadzenie do tekstów poprawek. Stąd E.L. James, autorka Pięćdziesięciu twarzy Greya, przed wydaniem serii zmieniła imiona bohaterów. Pierwotnie tekst publikowany był na platformie Fanfiction.net pod tytułem Master of the Universe i skupiał się na Belli Swan oraz Edwardzie Cullenie, bohaterach Zmierzchu autorstwa Stephenie Meyer. Taka sama sytuacja miała miejsce w przypadku serii After autorstwa Anny Todd. Początkowo pierwszy tom powieści opublikowany został na platformie Wattpad i skupiał się na osobie Harry’ego Stylesa, piosenkarza z grupy One Direction. Po podpisaniu umowy z wydawnictwem dokonano zmiany imienia głównego bohatera na Hardin Scott.
Z kolei w Japonii twórcza aktywność fanów jest dobrze odbierana (przykładem są japońskie dōjinshi) i stanowi pretekst do wynajdywania przez wydawnictwa nowych talentów.
Legalność fan fiction w Polsce nie jest do końca jasna. Zważywszy na to, że fikcja fanowska nawiązuje do istniejących już utworów, należy wziąć pod uwagę dwa terminy funkcjonujące w polskim prawie, jakimi są utwór zależny oraz utwór inspirowany. W przypadku tego pierwszego dochodzi do wykorzystania znaczącej części elementów utworu pierwotnego. Same opracowanie tekstu nie wymaga zgody od twórcy, jednak jego publikacja już tak. Z kolei w drugim przypadku dochodzi do inspiracji cudzym utworem, a więc staje się on jedynie punktem wyjścia do własnej twórczości. Tym samym taka publikacja może być rozpowszechniana bez zgody autora. Stopień czerpania cudzych motywów w twórczości fanowskiej jest różny, stąd o jej legalności decyduje analiza każdego tekstu z osobna.